# Палац Яблоновських (Старий Кривин)
Палац Яблоновських — втрачена архітектурна пам'ятка початку ХІХ століття, одна з резиденцій князів Яблоновських, що розташовувалася у селі Старий Кривин, Шепетівського району, Хмельницької області).

## Історія і опис

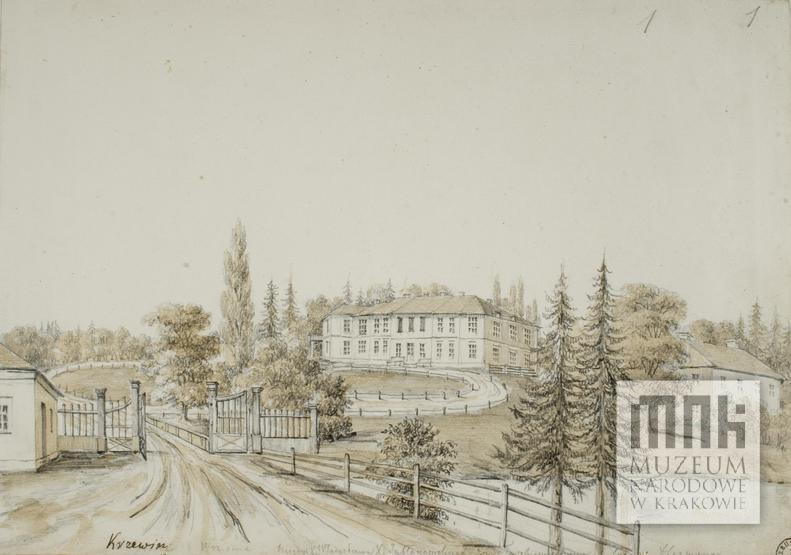
Наполеон Орда. Палац Яблоновських зі сторони в'їзної брами. Друга половина ХІХ століття

В 1690 році князі Яблоновські стали власниками села Старий Кривин. За місцевою легендою, гетьман Станіслав Яблоновський вирішив покращити цю малоцікаву в природному відношенні місцевість, створивши став і канали навколо замкового дитинця, які були викопані руками полонених татар і турків, захоплених в боях з ними предками князів Яблоновських. Про замок у Кривині невідомо практично нічого.
Будівництво резиденції з парком на руїнах гетьманського замку, оточеного валами, розпочав князь Антоній Барнаба Яблоновський.
Палац був простою двоповерховою прямокутною будівлею з чотирискатним гладким дахом, з великими виготовленими з чеського скла вікнами, стояв на високому підмурівку. Житлові помешкання розташовувались на першому поверсі, бальна зала, салони, їдальня, бібліотека — на другому. Підлоги салонів були зроблені з дерева різних кольорів. Всі кімнати були гарно умебльовані. Всередині палацу, прикрашеного картинною галереєю, розміщувалися велика нумізматична колекція монет, збірка цікавих каменів, цікава книгозбірня та родовий архів, в якому, між іншим, зберігалася частина архіву князів  Острозьких.

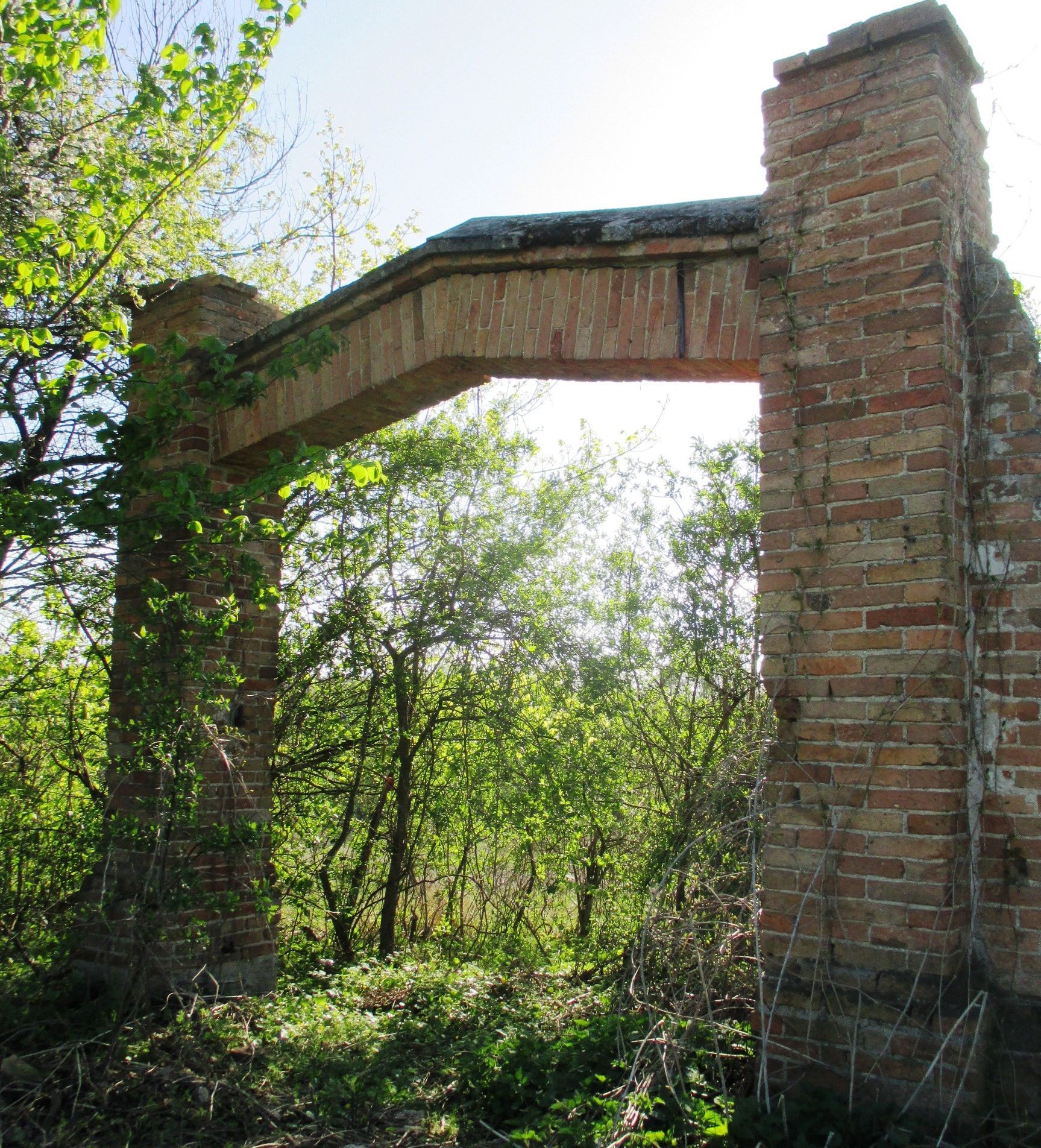
Старі ворота у парку

Праворуч від палацу стояв великий двоповерховий флігель. Тут мешкали гості маєтку, на першому поверсі були салони з великими панорамними вікнами у парк. При флігелі були власні службові приміщення. Під сусіднім невеликим пагорбом, під землею — аби панам не псувати буденністю пейзажів — ховалася кухня. Світло туди потрапляло через засклені будки, винесені на поверхню. З протилежного боку стояв другий будиночок для гостей на 4 кімнати. Він зберігся до наших днів (нині там розміщений будинок для літніх людей). Маєток був оточений широкими каналами та чудовим парком, створений у другій половині 1799—1800 рр.  Для створення парку тодішній власник Кривина Антоній Барнаба Яблоновський запросив модного на той час знаменитого ірландського майстра садово-паркового мистецтва Діонісія МакКлера. 
Навколо палацу Діонісій Макклер влаштував кілька газонів, обсаджених трояндами. З вікон відкривався вигляд на доглянуті клумби. У маєтку також була велика оранжерея.
В'їзд до резиденції вів через великий мурований кам'яний міст над каналом. За мостом — брама і невеликий сторожовий будиночок. За брамою великий газон перед головним входом до палацу. Екзотичні рослини, які вирощували в велетенській оранжереї, влітку виносили на цей газон.
До нашого часу збереглися ставок, канали, міст, один із корпусів палацу, в'їзна брама і парк.
Мандрівники, які залишили свої спогади про Кривин писали, що красу Кривина створила рука жінки, дружина власника Кривина князя Максиміліана Яблоновського Тереза (з роду Любомирських), яка перетворила Кривин в один з чарівних куточків Волинської землі.
В   1839—1840 рр. гостем Кривина і особисто його власників князів Яблоновських був польський історик, дослідник польської та української старовини Олександр Пшездзецький. Ознайомився з бібліотекою, архівом та колекціями гостинного хазяїна, визнав їх надзвичайно багатими. В томі першому своєї праці "Поділля, Волинь, Україна. Картини місцевостей і часів" є розділ, в якому автор описує про своє перебування в Кривині. Він пише: 

| … Під Острогом є волость Кривинська, яка колись належала до князівства Острозького. Рука жінки-красуні (автор мав на увазі дружину Кривинського князя Максиміліана Яблоновського княгиню Терезу, яка піклувалася про красу Кривина) створила теперішній Кривин на пісках. У великому лісі на піщаному ґрунті збудовано костел, будинки, проложено прямі вулиці, огорожені штахетами і утримувані з німецькою чистотою. На малому узгір'ї предками Яблоновських побудовано палац, навколо якого подвір'я, засіяне квітами та оточено великим ставом, який викопаний руками полонених турків. [3] |

## Занепад маєтку
Після смерті у 1799 році Антонія Барнаби Яблоновського Кривинський маєток перейшов у власність синові Максиміліану. Мешкаючи у Варшаві і маючи там два власних палаци, він відвідував Кривинську резиденцію досить рідко, переважно влітку.
Син Максиміліана Яблоновського Владислав став останнім з Яблоновських, який володів Кривином. Через його численні борги розкішний Кривинський маєток був переданий Острозькій дворянській опіці. Село перебувало в її адміністративному підпорядкуванні протягом 1855 — поч. 1856 рр.
Родина Яблоновських, забравши зі своєї старої резиденції найнеобхідніше, в тому числі нумізматична колекція, архів і бібліотека Яблоновських, з рідкісними стародруками (більшість з палацових речей була продана), переїхала до Плужного, де невдовзі було зведено палац Тишкевичів.
1856 року Кривинський маєток продали з публічного торгу в Санкт-Петербурзькій опікунській раді графині Наталії Павлівні Зубовій.
В 1870-х роках кривинський маєток Яблоновських почав занепадати. Так сталося, імовірно, через банкрутство власників, які опинилися в невигідному становищі після скасування кріпацтва. Кривин був проданий купцеві Ісааку Герману, який байдуже ставився до колишньої величі маєтку. Газони заростали, оранжерея похилилася. У 1890-х роках маєток уже мало вказував на колишню велич шляхетської резиденції.
В 1891 році в Кракові була видана книга Дуніна-Карвіцького "Мандрівка від джерел до гирла Горині". 
В книзі маємо опис Кривина (подорож автора з боку Славути в напрямку Острога). Описуючи подорож автор відмітив: 
| …По глибоких пісках, які закінчуються аж під Острогом, доїжджаємо до Кривина, великого села, яке налічує більш як 1000 мешканців, широко розкинуте на піщаній рівнині, яка доходить до ріки Горині... |
| ...Над дорогою на узгір'ї стоять зруйновані мури костелу та монастиря сестер милосердя, побудованих на власні кошти давніх власників Кривина. Зараз тут залишились тільки одні фундаменти, які мешканці села розбирають собі на будови… |
| …далі серед дерев визирають мури парафіального костелу, названого в честь святого Антонія Палузького і побудованого в 1801 році на місті старенького дерев'яного, який існував в Кривині від 1837 року і був теж побудований на кошти князів Яблоновських"[4]. |
В 1909 р. після Столипінської реформи маєток в Кривині було розпарцельовано на 124 земельні наділи для селян.

## Галерея

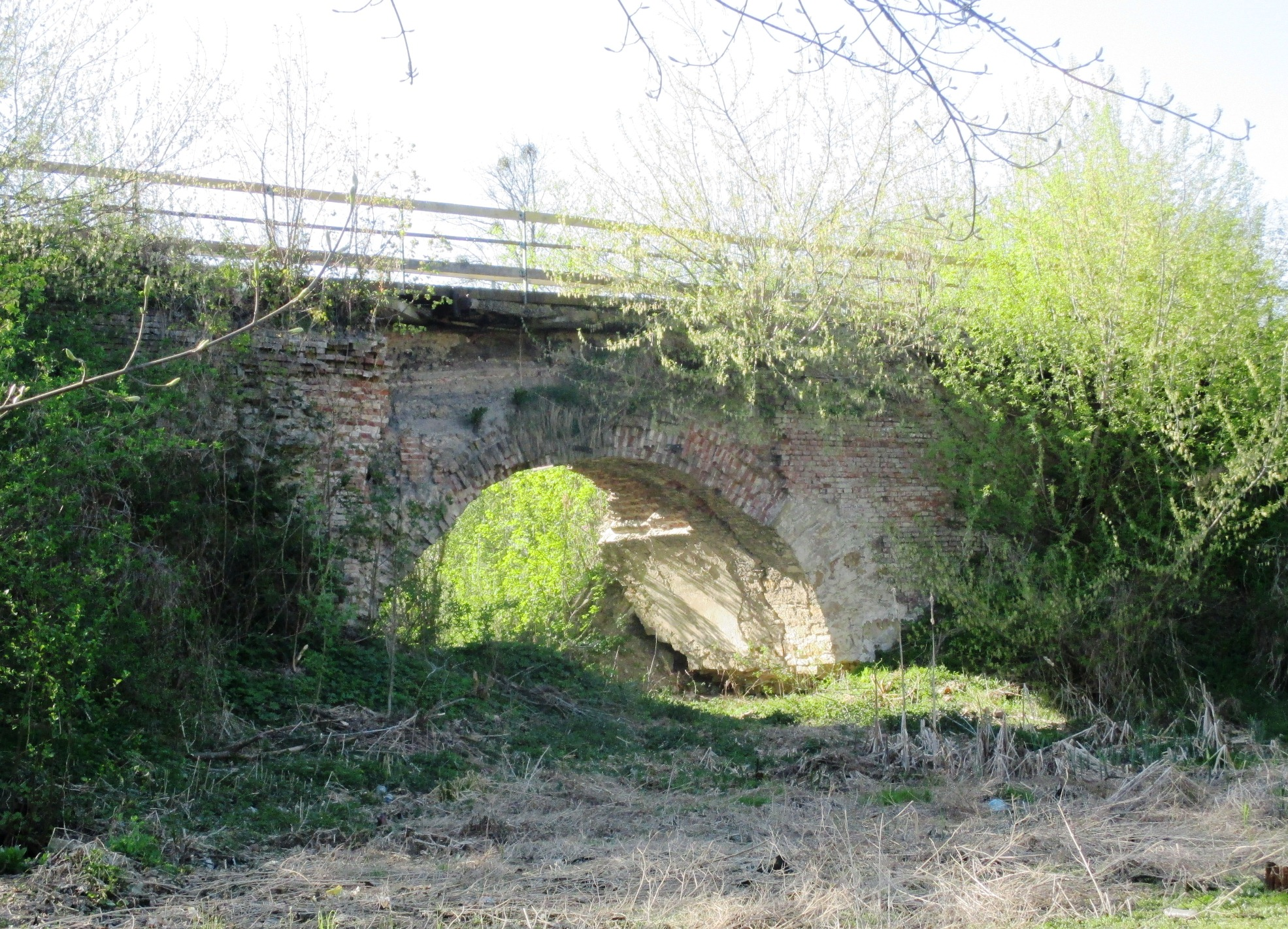
Старий мурований кам'яний міст над каналом (в'їзд до резиденції)
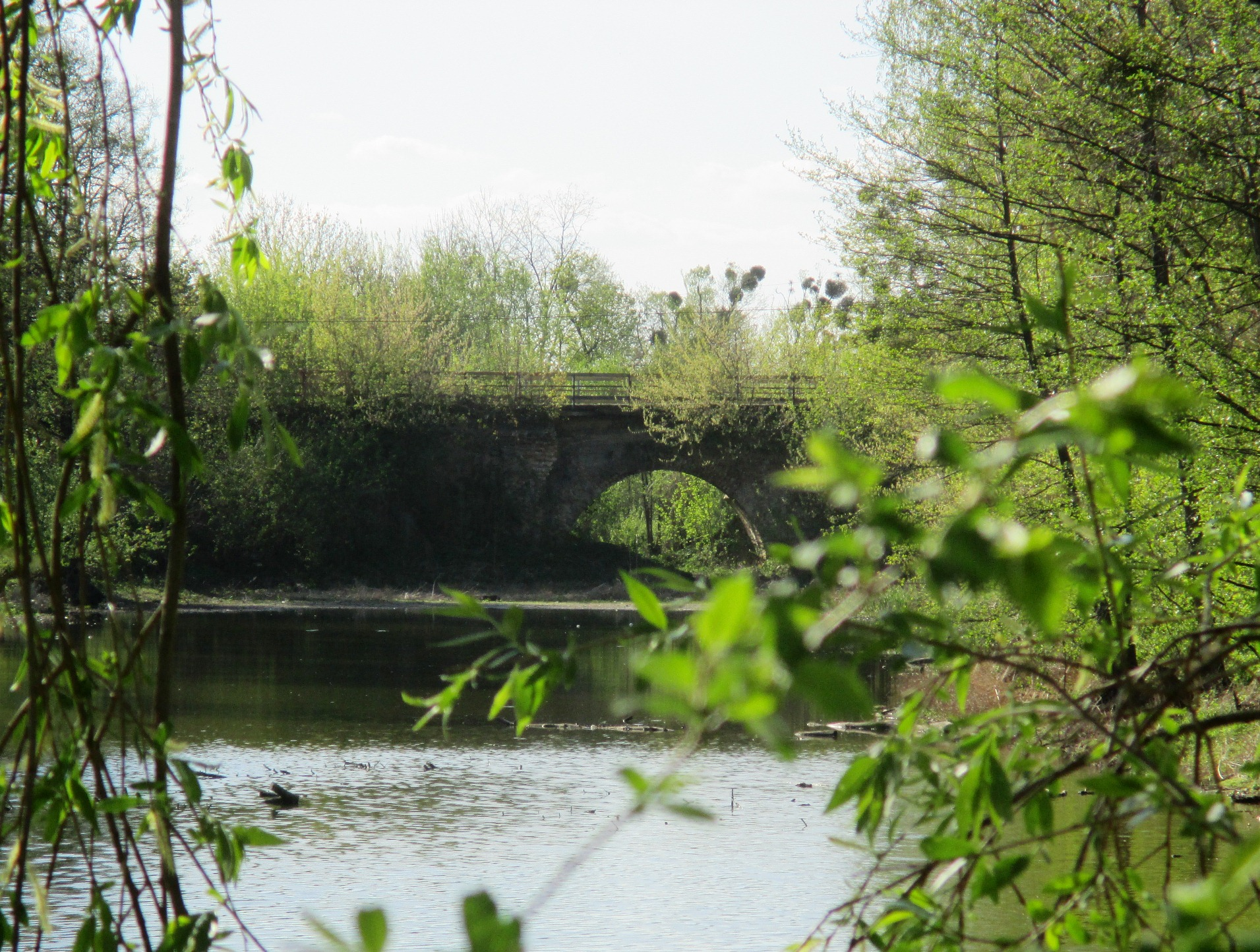
Став при в'їзді до резиденції
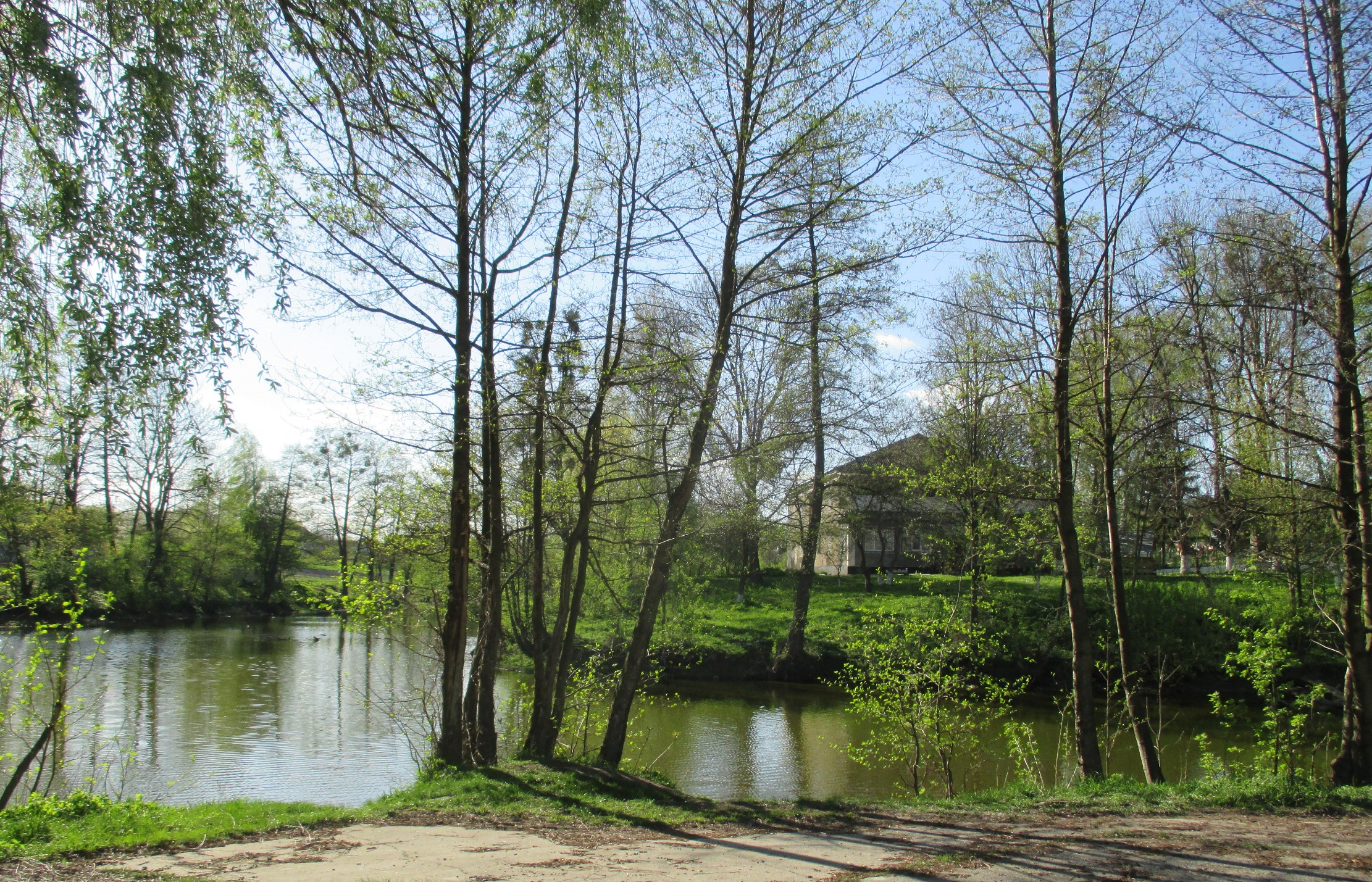
Будиночок для гостей (нині будинок для літніх людей)
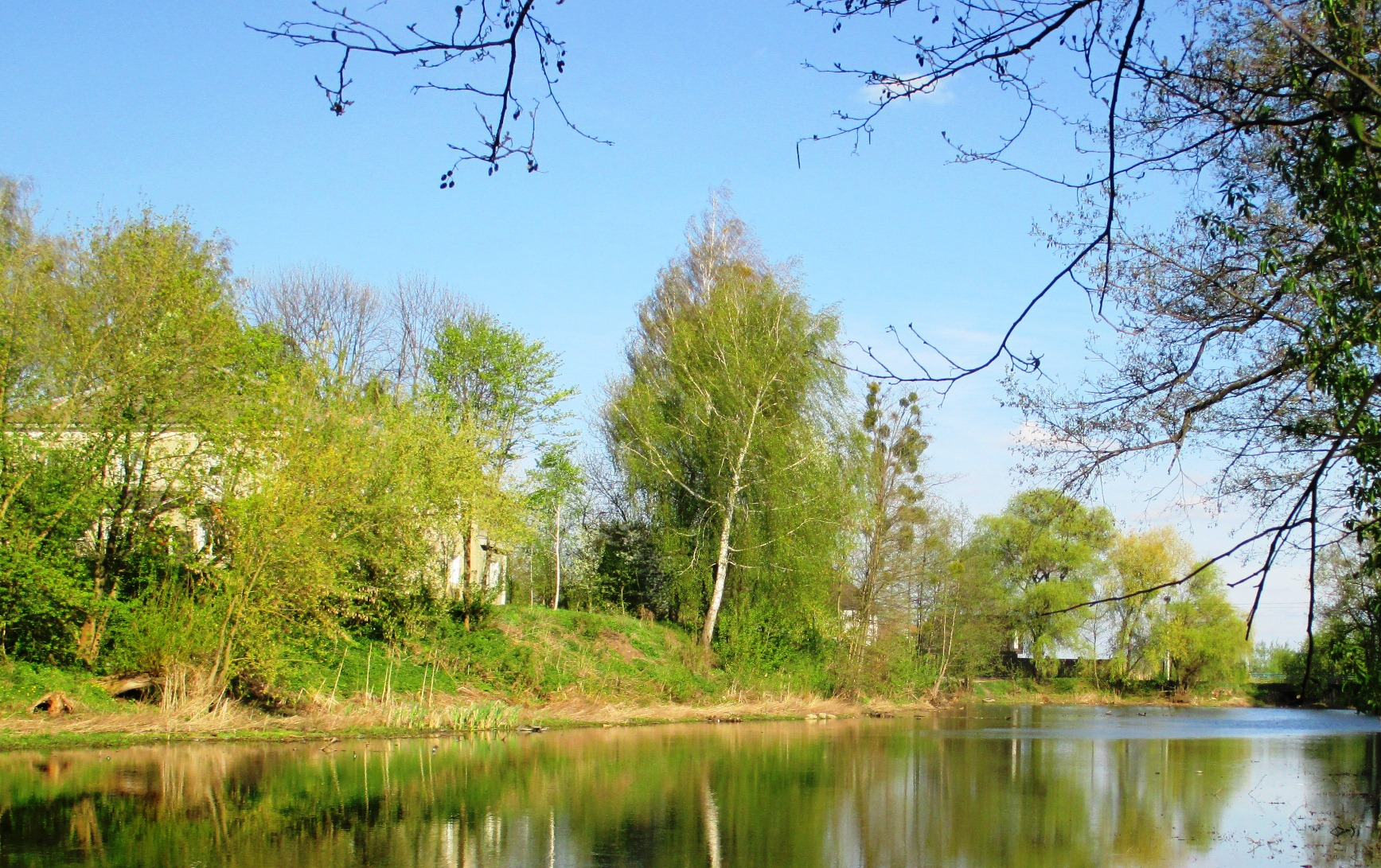
Став при в'їзді до маєтку (вигляд з півдня)
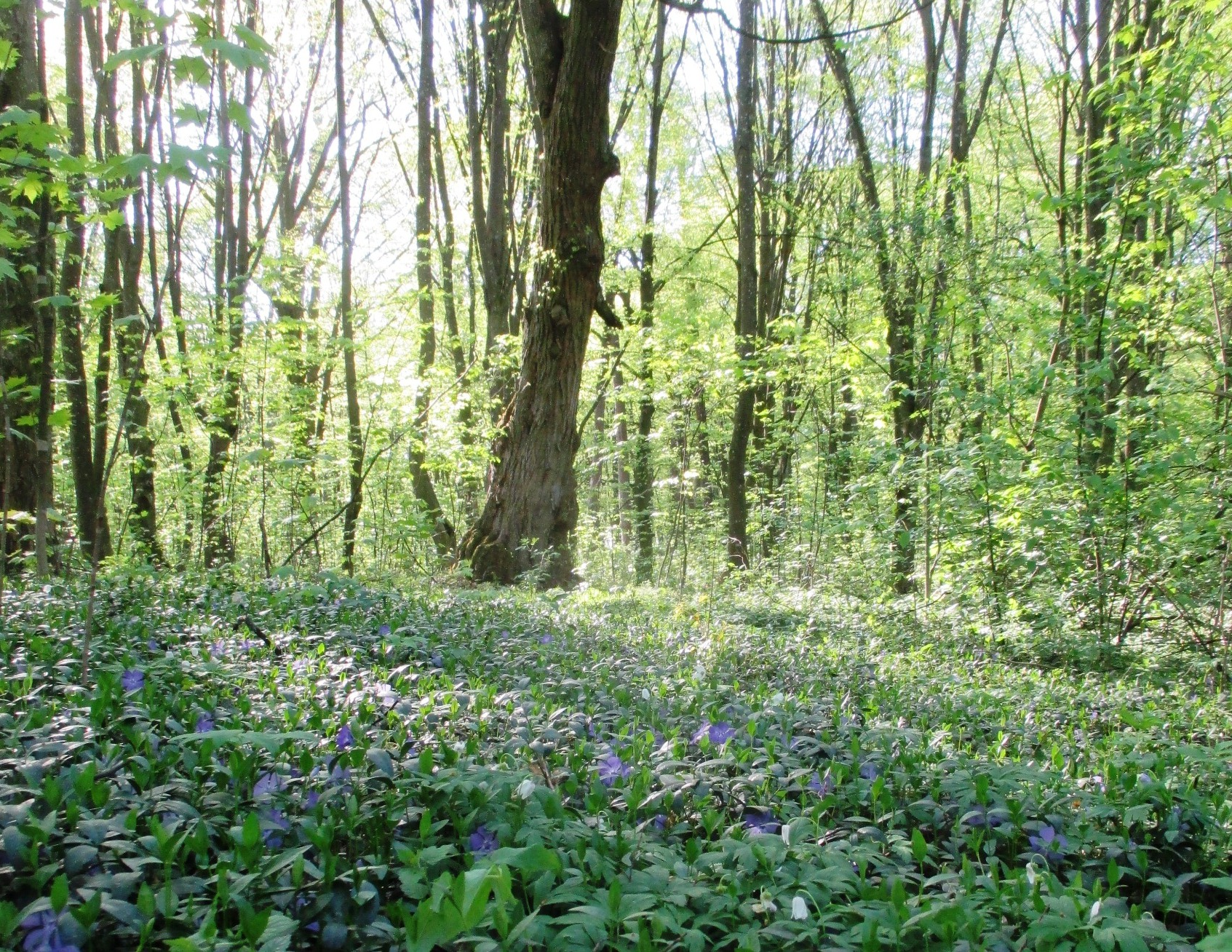
Кривинський парк навесні